# ArcSoft
ArcSoft Inc. és una empresa de desenvolupament de programari d' imatges de vídeo i de fotos que ofereix diverses tecnologies d' imatge a través de dispositius amb plataformes principals: des de telèfons intel·ligents, tauletes, PC, televisors intel·ligents, càmeres digitals fins a solucions empresarials basades en núvol. Fundada el 1994, ArcSoft és una empresa privada amb 800 empleats, que inclou més de 600 científics i enginyers.
Creada el 1994, ArcSoft és una empresa privada amb 800 empleats, incloent més de 600 científics i enginyers. ArcSoft té la seu a Freemont, Califòrnia, amb instal·lacions de desenvolupament a Europa i Asia, concretament Taipei, Seül, Tòquio, Xangai, Hangzhou, i Nanjing. Michael Deng, director general d'ArcSoft, va fundar l'empresa amb un finançament de 150.000 dòlars de familiars i amics.

## Productes
ArcSoft comercialitza el següent programari per a PC's i mòbils:

### Mobile Apps
- Perfect365: editor d'imatge[2]
- Closeli i simplicam
- ArcNote: per anotar fotos.

### Edició de vídeo
- TotalMedia Theatre: editor de pel·lícules per a PC (producte retirat)
- ShowBiz: Editor de vídeo

### Administració de mitjans de comunicació i utilitats
- MediaConverter: converteix música, fotos i vídeos en formats per a reproductors multimèdia independents
- Photo +: visualitzador de fotos per a Windows i Mac.

### Edició de fotografies
- Panorama Maker: converteix les fotos i els vídeos en panoràmiques (aquest programari ja no està recolzat ni actualitzat per ArcSoft).
- PhotoStudio: per a l'edició fotogràfica avançada
- Portrait+: per a la millora de retrats
- PhotoImpression: per editar fotografies enriquides
- PhotoBase: per a l'edició bàsica de fotos